# نظام نور
نظام نور هو نظام تعليمي إلكتروني تابع لوزارة التعليم السعودية بدأ عام 2011م، ويقدّم النظام أكثر من 400 خدمة إلكترونية رئيسية للمعلمين وللطلاب ولأولياء الأمور. وجاء نظام نور بديلاً لنظام «معارف» الذي عُمل به في وزارة التعليم من 1419 – 1433هـ/ 1999 - 2011م.

## التاريخ
- في مايو 2010م أعلنت وزارة التعليم عن مشروع جديد لتقنية المعلومات يشمل جميع أنظمة الإدارة التربوية واستبدال نظام «معارف».[4]
- بدأت وزارة التعليم، بالشراكة مع برنامج التعاملات الإلكترونية الحكومية "يسر"، في تطوير نظام نور رسمياً في شهر صفر 1432هـ / يناير 2011م، ليصل إلى جميع مدارس التعليم العام التي تزيد في ذلك العام على 33 ألف مدرسة، وقدم النظام خدماته الإلكترونية مباشرة إلى أكثر من خمسة ملايين طالب وطالبة، ونحو 500 ألف معلم ومعلمة، وأولياء أمور الطلبة، إضافة إلى الجهات المشرفة والمساندة للعملية التعليمية في المدرسة، وإدارات التربية والتعليم، وجهاز الوزارة.[3]
- انطلق نظام نور نظاماً مركزياً لإدارة اختبارات الثانوية العامة من حيث الرصد، والمتابعة، وطباعة النتائج، ووضع الصلاحيات للمستخدمين.
- بعد انطلاق النظام عُمم على جميع المراحل الدراسية، وسُمي النظام بنظام نور بعد تصويت مفتوح لإدارات التعليم ومنسوبيها.[2]
- في إبريل 2019م أعلنت وزارة التعليم أن نظام نور استقبل في وقت الذروة أكثر من 400 ألف طلب متزامن للوصول لخدمات منوعة اختص أغلبها بالتسجيل في مرحلة رياض الأطفال للعام الدراسي 1441هـ.[5]

## الخدمات
من خدمات نظام نور:
- تسجيل الطلاب والطالبات المستجدين.[6]
- الاستعلام عن نتائج امتحانات الطلاب في جميع المراحل التعليمية.
- خدمة النقل المدرسي.[7]
- متابعة ولي الأمر للأداء التعليمي للطالب.
- معرفة تقارير الغياب والحضور الخاصة بالطلاب.[8]
- التقديم على النقل الداخلي للمعلمين والمعلمات.[9]

## المستفيدون
1. الطلاب والطالبات.
2. أولياء أمور الطلاب.
3. مديرو ومديرات المدارس.
4. المعلمون والمعلمات.
5. المشرفات والمشرفون التربويون.
6. موظفو وزارة التعليم.
7. موظفو إدارات التعليم.[2]

## الجوائز
- جائزة القمة العالمية لمجتمع المعلومات على مستوى العالم فئة التطبيقات المعلوماتية للتعليم (WSIS) عام 2012.[10]
- جائزة خادم الحرمين الشريفين الملك عبد الله بن عبد العزيز آل سعود للتميز في التعاملات الإلكترونية لتقديم أفضل خدمة لأفراد المجتمع عام 2013.[11]
- جائزة IDC للمدن الذكية، لأفضل تطبيقات التعليم الذكي في الشرق الأوسط عام 2018.[12][13]